# Тагильское (Костанайская область)
Тагильское (каз. Тагиль) — село в Сарыкольском районе Костанайской области Казахстана. Административный центр Тагильского сельского округа. Находится примерно в 9 км к юго-востоку от районного центра, посёлка Сарыколь. Код КАТО — 396257100.
Образовано в 1954 году в ходе освоения целины как зерносовхоз.

## Население
В 1999 году население села составляло 1043 человека (512 мужчин и 531 женщина). По данным переписи 2009 года, в селе проживало 845 человек (441 мужчина и 404 женщины).

## История
Основан приехавшими по комсомольским путевкам молодыми семьями в основном из города Нижний Тагил, что и дало название поселку.
Первыми приехавшими были также люди из Эстонии, Литвы, Ульяновской области, Волыни и Запорожья, а также Башкирии.

Первое название поселка было "Жана Тлек".

Центральным в поселке было зерносовхоз. Помимо его центральной усадьбы в Тагильском Комсомольце были рабочие бригады в окрестных поселках Ермаковка, Золотаревка, Васьковка, Дудаковка, Ольшанка, Суналы.

В 1955 году в селе была открыта начальная школа. В 1962 году она становится восьмилетней школой, а с 1966 года школа имеет статус общеобразовательной средней школы.

## Источник
Тагильская Средняя Школа